# História do chocolate na Espanha

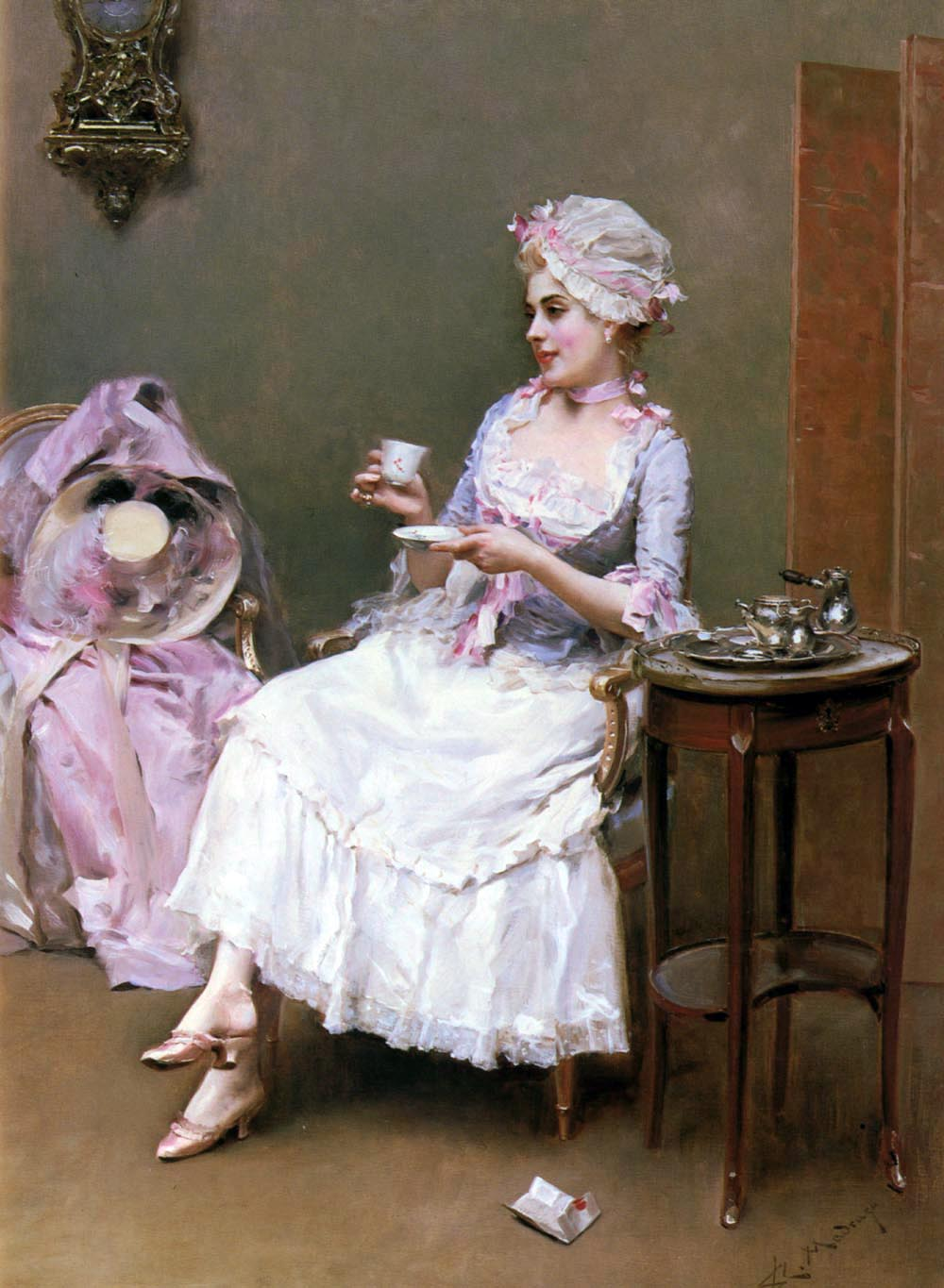
Aline Masson tomando uma xícara de chocolate, em uma lona de Raimundo Madrazo.

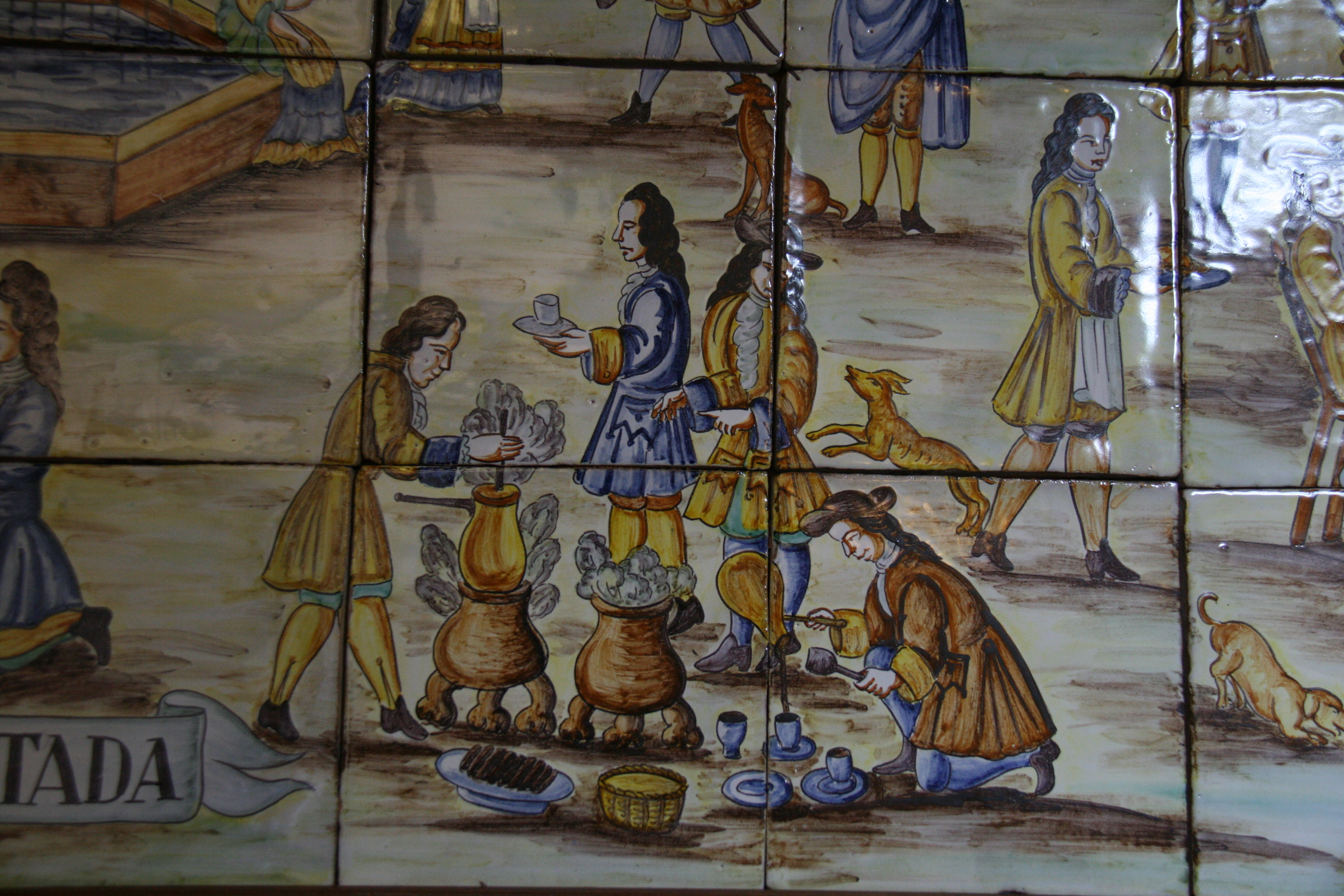
Cena habitual no século XVII da preparação do chocolate (Xocolatada).

A história do chocolate na Espanha, compreendida desde o século XVI até o presente, é uma parte da história da culinária hispânica.
Com a colonização da América foi descoberta em regiões da Mesoamérica a Theobroma cacao, a planta do cacau. E por volta de 1520, depois da conquista do México, o cacau cruzou o mar como mercadoria partindo da Nova Espanha rumo às costas espanholas. Porém, só no século XVII é que foi estabelecida uma rota marítima regular, partindo do porto de Veracruz, que abasteceria à nova demanda espanhola e posteriormente europeia por cacau.
A introdução desse ingrediente nos costumes da culinária espanhola foi certamente de imediato, comparado com os ingredientes trazidos da América, e sua popularidade e aceitação em todas as classes da sociedade espanhola alcançou níveis muito elevados a princípio em finais do século XVI. Desde a sua descoberta o chocolate foi considerado pelos espanhóis como uma bebida e permaneceu neste conceito até o início do século XX.
Desde o primeiro momento ele foi adoçado com cana de açúcar e foram os espanhóis os primeiros a difundi-lo na Europa. Na América pré-colombiana o chocolate foi condimentado com pimenta resultando numa mistura  amarga e picante cujo sabor inicialmente não agradou aos conquistadores espanhóis, que rapidamente viram-se motivados a adoçá-lo com o açúcar trazido da Península Ibérica, além de prepará-lo quente.
Por cerca de cem anos, desde sua aparição nos portos de Andaluzia, o chocolate se popularizou como bebida na Espanha. Neste período o entusiasmo causado pelo chocolate fazia com que se fosse servido como bebida à corte, enquanto que a fórmula era desconhecida no resto do continente. Posteriormente, o chocolate se difundiu da Espanha para o resto da Europa, e os países que o primeiro adotaram foram a Itália, e depois a França.
A grande popularidade da bebida na sociedade espanhola até o século XIX é refletida em diversas anotações de viajantes que visitaram a Península Ibérica: chegou até a se dizer «o chocolate é para o espanhol o mesmo que o chá para o inglês». Dessa forma, o chocolate chegou a se converter em um símbolo nacional. A afição tão desmedida por esta bebida fez que o café se incorporasse tardiamente nos costumes da culinária espanhola, comparado com a incorporação que teve em outros países europeus. Na Espanha o chocolate era considerado exclusivamente uma bebida reconfortante e apenas era utilizado em outros aspectos culinários, existindo raras exceções de pratos clássicos espanhóis onde o cacau entre como ingrediente. Após a Guerra Civil Espanhola o costume foi decaindo aos poucos a favor do consumo de café. Atualmente as empresas chocolateiras, as chocolaterias e os museus vão deixando rastros da história dessa bebida na Espanha.

## Era pré-colombiana

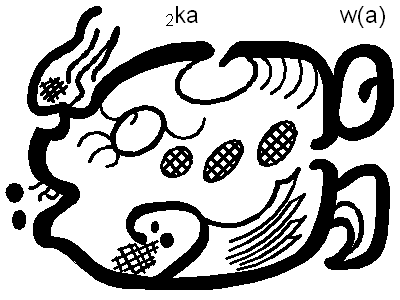
Escrita maia para denominar o cacau.

A origem mesoamericana da árvore do cacau (o qual Carlos Lineu deu no ano de 1753 o nome científico de Theobroma cacao) é disputada hoje em dia pelos historiadores botânicos, já que existem diferentes hipóteses sobre sua região de procedência. Desta maneira, algumas teorias indicam a região da Amazônia; no entanto, se deduz que a planta crescia igualmente, no seu estado selvagem, em outra partes da América, que inclui as planícies da Bacia do Rio Orinoco. É bem provável que os olmecas já conhecessem a planta do cacau já no ano 1000 a.C e passaram seu uso e cultivo à civilização Maia, povo este que foram os primeiros a descrever o cacau em seus hieróglifos (como na imagem à esquerda). Existe alguma ligação entre o sangue e os sacrifícios humanos e a ingestão do cacau, e amostras coletadas em tumbas maias puderam documentar que a bebida era habitual entre as classes nobres. Seu papel desempenhado nas cerimônias religiosas já era explicado por Diego de Landa em sua obra "Relación de las cosas de Yucatán".

### A bebida / alimento
Grande parte das formas de consumo são conhecidas através de escavações arqueológicas e por descrições textuais, como as existentes no códice de Madri (Códices maias). Os cronistas espanhóis descrevem as diversas formas de os astecas pré-colombianos prepararem o cocolatl: o padre José de Acosta menciona como o elaboravam na Nova Espanha, e Gonzalo Fernández de Oviedo se refere às técnicas aplicadas no Golfo de Nicoya, assim como na Ilha de Chira (ambos locais na Costa Rica). Nestas técnicas a «amêndoa torrada» era moída e então cozida em água até que se subisse uma camada de «óleo» (a manteiga de cacau), que era distribuído entre os convidados. Este «óleo» de cor amarelo dourado era obtido durante sua moagem, adicionando como corante alimentar uma planta denominada bija ou achiote (Bixa orellana) conferindo uma cor avermelhada à bebida final. De aspecto oleoso, escuro e amargo a bebida era um gosto adquirido nas sociedades pré-colombianas.
Outra forma em que o cacau era preparado pelos astecas como bebida chegou à atualidade através de manuscritos anônimos onde é feita a descrição de Tenochtitlan. Estes manuscritos, assinados por um conquistador que adota o nome de «cavaleiro de Hernán Cortés», foram publicados em Veneza no ano de 1556. Na descrição que se faz da preparação da bebida do cacau é narrado que, primeiramente, os grãos do cacau eram moídos até serem reduzidos a pó; durante a moagem se acrescentava outros ingredientes (que podiam ser sementes, milho, etc.) de maneira que o pó resultante era misturado à água fria e então removido com uma colher até que subisse uma espuma pela aeração da mistura. Em algumas ocasiões o cacau era preparado não como bebida, mas como um mingau, ao que se acrescentava cereais como o milho nixtamalizado, ou misturado com outros ingredientes como a pimenta.
Este conhecimento sobre o uso do cacau passou dos maias aos astecas, de modo que quando os colonizadores espanhóis entram em contato com o produto, tanto os astecas como os maias utilizavam como bebidas populares no pulque (uma bebida fermentada) e o chocolate. A denominação da bebida era um acrônimo: cacahoaquahuitl ('árvore do cacau'), mecacaohatl, tlalcacaoahoatl, etc. Grande parte destas denominações são oriundas de suas descrições feitas nos escritos espanhóis, como por exemplo na obra Magnum opus de Francisco Hernández de Toledo.

### A moeda
De todas formas as crônicas dos conquistadores espanhóis vão dando indicações de sua utilização pelos astecas como moeda de troca, que emprega o sistema vigesimal asteca e cujo uso é muito generalizado. Havia denominações específicas, como o caso do countle, que consistia em quatrocentas amêndoas de cacau, o xiquipil formado por uma vintena de countles e a «carga», que incluía três xiquipiles. Gonzalo Fernández de Oviedo expõe:
Citação: De modo que que naquela província da Nicarágua, um coelho vale dez destas amêndoas e por quatro amêndoas lhe dão oito maçãs ou caquis daquela excelente fruta que eles chamam de munonzapot; e um escravo vale cem, mais ou menos, destas amêndoas, de acordo com a peça ou como os contraentes resolvam por decidir.
O cacau era valioso por ser empregado em rituais religiosos, nas cerimônias de bodas, como erva medicinal (sozinho ou misturado a outras plantas), assim como alimento nutritivo. A crença generalizada de ser «um presente dos deuses» lhe conferia certo atrativo nas sociedades pré-colombianas como símbolo de um bem valioso. Seu emprego como moeda consistia fundamentalmente no pagamento de impostos aos poderosos.

## A época de seu descobrimento

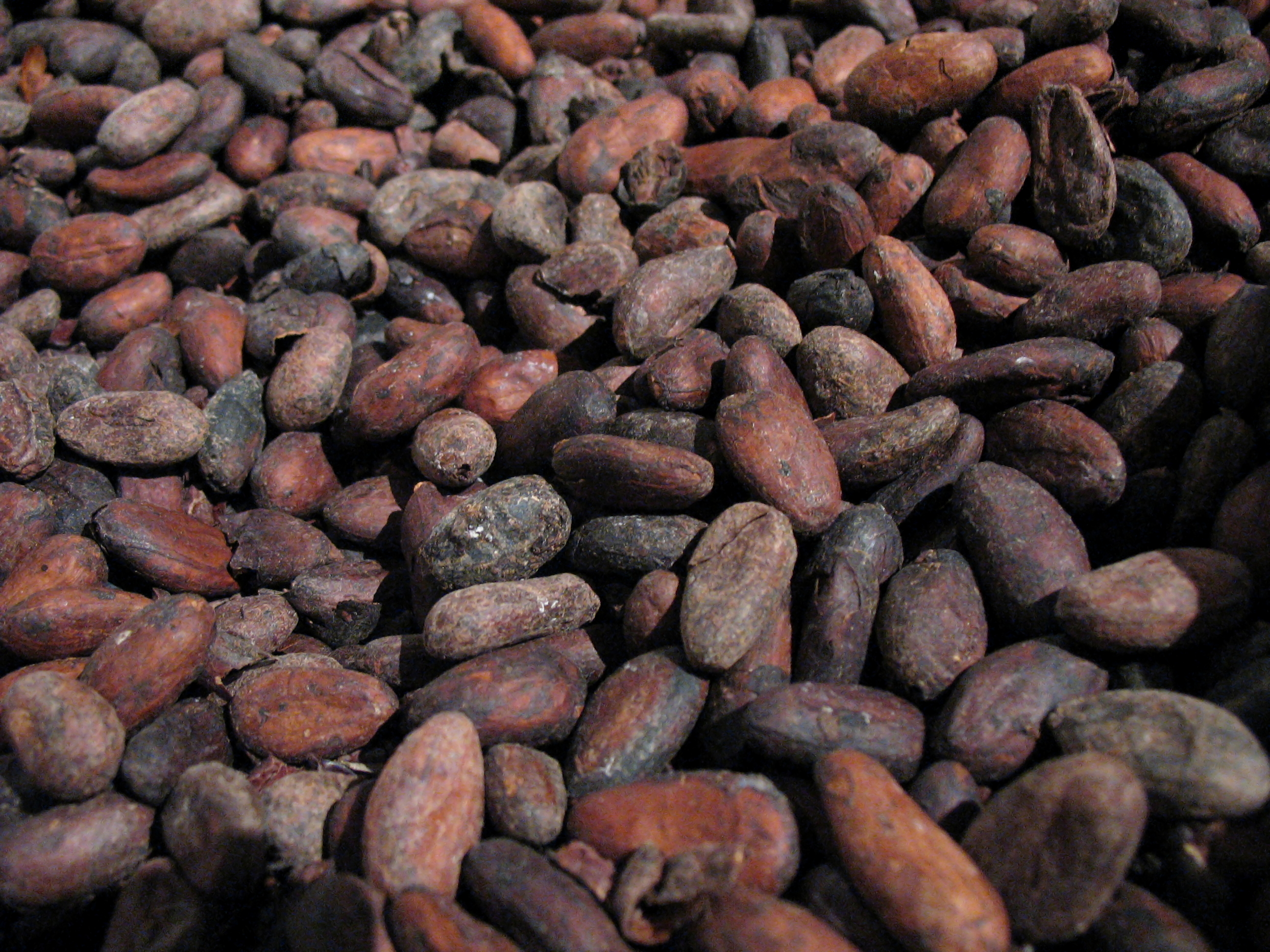
Grãos de cacau; sua similaridade com as «amêndoas» fez com que os espanhóis assim as denominassem logo no início.

O descobrimento de novos alimentos, as preparações culinárias, passa por várias fases de compreensão. Em primeiro lugar, o cacau devia ser compreendido como um alimento, e posteriormente como um sabor agradável. Este último somente é possível se se adapta o alimento aos sabores que previamente já se conheciam. Nestes primeiros encontros dos conquistadores espanhóis com o cacau, onde se pode ver que a preparação do mesmo sofreu uma adaptação: foi adoçado, foi aromatizado com outras especiarias (canela) e foi servido quente. Através disto, se pôde compreender melhor o valor do chocolate. Estas três simples transformações distinguiram, durante os primeiros séculos, o chocolate dos autóctones de que se serviam os colonizadores espanhóis.
Este mesmo padrão também sofreram outros alimentos que viajaram nos dois sentidos (ida e volta), através dos dois mundos, ainda que nenhum tenha tido a aceitação e uma demanda mundial semelhante às proporções do chocolate.

### O primeiro encontro com Colombo
O navegador Cristóvão Colombo, diante da inversão econômica dos Reis Católicos, alcança pela primeira vez as costas do Novo Mundo em 12 de outubro do ano de 1492 e acredita inicialmente ter chegado à Índia. Este afã de viagens era realizado com o objetivo de ampliar mercados através do estabelecimento de novas rotas comerciais e assim poder rivalizar com o Império Português, já bem estabelecido na Ásia. Após o sucesso desta primeira viagem ao Novo Mundo, outras mais foram realizadas com a intenção de explorar e criar novas rotas comerciais. Na quarta viagem de Colombo, realizada no ano de 1502 com quatro caravelas, quando devido a uma tempestade inesperada desembarca provisionalmente no dia 15 de agosto nas Ilhas da Baía. Em suas primeiras pesquisas pela área Colombo intercepta uma embarcação de transporte de origem maia que procedia da Península de Yucatán e que surpreende aos espanhóis por seu grande tamanho.
A localização do carregamento citado é em Guanaja. Colombo faz com que a embarcação seja detida, e apesar de capturar os frutos do cacau (ao qual deu em seu diário o nome de «amêndoas»), não chegou a lhes dar importância, tanto que após a inspeção ele permitiu à embarcação seguir seu curso. Apesar de ele saber que estas «amêndoas» eram empregadas como escambo, se aceita que Colombo nunca experimentou o cacau.
No período posterior, que se estende de 1517 a 1519, os conquistadores espanhóis Bernal Díaz del Castillo (que faz menção ao uso do cacau pelos astecas em sua obra História Verdadeira da Conquista da Nova Espanha) e Hernán Cortés experimentaram a bebida e acharam-a muito amarga e picante (devido ao emprego de urucum). Por vezes, era adicionada farinha de milho e outras vezes cogumelos alucinogênios. Nesta altura, os espanhóis já sabiam que os frutos de cacau eram considerados como moeda de troca pelos habitantes. Frei Toribio de Benavente (chamado de Motolinía) refere-se à existência do cacau em sua obra Memórias ou Livro de Coisas da Nova Espanha ou dos naturais dela.

### O encontro em Nova Espanha
Depois da conquista do México, o imperador dos astecas, Montezuma, oferece a Hernán Cortés seus cinquenta frascos cheios de espuma de chocolate. Segundo a narração do toledano Francisco Cervantes de Salazar, o grande imperador possuía reservas de milhares de "cargas" (várias dezenas de milhares de "amêndoas" de cacau).
O italiano Girolamo Benzoni descreve em seu livro La Historia del Mondo Nuovo (1565) que "o chocolate mais parecia uma bebida para suínos, do que para ser consumida pelos seres humanos", mencionando que nunca a tinha experimentado, apesar de ter vivido nessas terras por mais de um ano.Girolamo Benzoni (1565), La Historia del Mondo Nuovo, Veneza.</ref> Apesar dessas ressalvas, Gonzalo Fernández de Oviedo o caracterizou como um ingrediente interessante, apesar de mostrar alguma relutância em descrever como alguns índios, depois de beber, ficavam com os lábios manchados como se tivessem ingerido sangue humano. Esta percepção foi mudando, devido, em parte, ao esgotamento das subsistências. As "tortillas" feitas com farinha de milho (tamales), aquecidas sem o uso de gorduras, não pareceu satisfazer os gostos dos conquistadores acostumados com a carne de porco e as técnicas culinárias com base na fritura ou refogadas com gordura, bem sendo o azeite de oliva ou o toucinho de porco. Os alimentos gordurosos, como o queijo, não eram conhecidos pelos habitantes do Novo Mundo. 
À medida que acabavam os mantimentos trazidos nos navios dos colonos espanhóis, repor ou encontrar substitutos para os alimentos a que estavam habituados tornou-se uma necessidade logística.